# Huayang Group New Energy
Shanxi Huayang Group New Energy Company Limited (до 2021 года была известна как Yangquan Coal Industry Group Company Limited) — китайская публичная угледобывающая и энергетическая компания, входит в число крупнейших компаний страны и мира. Кроме того, Huayang Group New Energy входит в десятку крупнейших угольных компаний Китая и в тройку крупнейших углехимических компаний страны. Основана в 1950 году, в 1999 году преобразована в акционерную компанию, штаб-квартира расположена в городе Янцюань (провинция Шаньси).
Предприятия Huayang Group New Energy добывают и обогащают уголь, а также производят химическую продукцию, горнодобывающее оборудование, глинозём, бокситы и алюминий, занимаются логистикой, недвижимостью и финансовыми услугами. Дочерние теплоэлектростанции вырабатывают электроэнергию и тепло для жилых домов и промышленных объектов.
Контрольный пакет акций Huayang Group New Energy принадлежит Комитету по контролю и управлению государственным имуществом провинции Шаньси (SASAC of Shanxi).

## История
Компания основана в январе 1950 года. По состоянию на 2018 год Yangquan Coal Industry Group имела 48 шахт и карьеров в провинциях Шаньси и Синьцзян (общие запасы составляли 20 млрд метрических тонн угля, мощности добычи — 100 млн тонн угля в год). В секторе угольной химии работало 27 дочерних компаний и филиалов, производственные мощности которых достигали 15,8 млн тонн продукции. В алюминиевом секторе мощности Yangquan Coal Industry Group составляли 2,2 млн тонн бокситов, 1,1 млн тонн глинозёма, 230 тыс. тонн электролитического алюминия и 230 тыс. тонн алюминиевых плит. Основную часть своей продукции компания поставляла теплоэлектростанциям, металлургическим заводам, производителям стройматериалов и химических удобрений.
По состоянию на 2020 год выручка Yangquan Coal Industry Group составляла почти 25,5 млрд долл., убыток — 81,5 млн долл., активы — 35,4 млрд долл., рыночная стоимость — 3,9 млрд долл., в компании работало почти 102 тыс. сотрудников.